# Nacionalno prvenstvo ZDA 1921
Nacionalno prvenstvo ZDA 1921 v tenisu.

## Moški posamično
Bill Tilden :  Wallace F. Johnson  6-1 6-3 6-1

## Ženske posamično
Molla Bjurstedt Mallory :  Mary Browne  4-6, 6-4, 6-2

## Moške dvojice
Bill Tilden /  Vincent Richards :  Richard Norris Williams /  Watson Washburn 13–11, 12–10, 6–1

## Ženske dvojice
Mary Browne /  Louise Riddell Williams :  Helen Gilleaudeau /  Aletta Bailey Morris 6–3, 6–2

## Mešane dvojice
Mary Browne /  Bill Johnston :  Molla Bjurstedt Mallory /  Bill Tilden 3–6, 6–4, 6–3